# Geografia e cartografia da civilização antiga islâmica

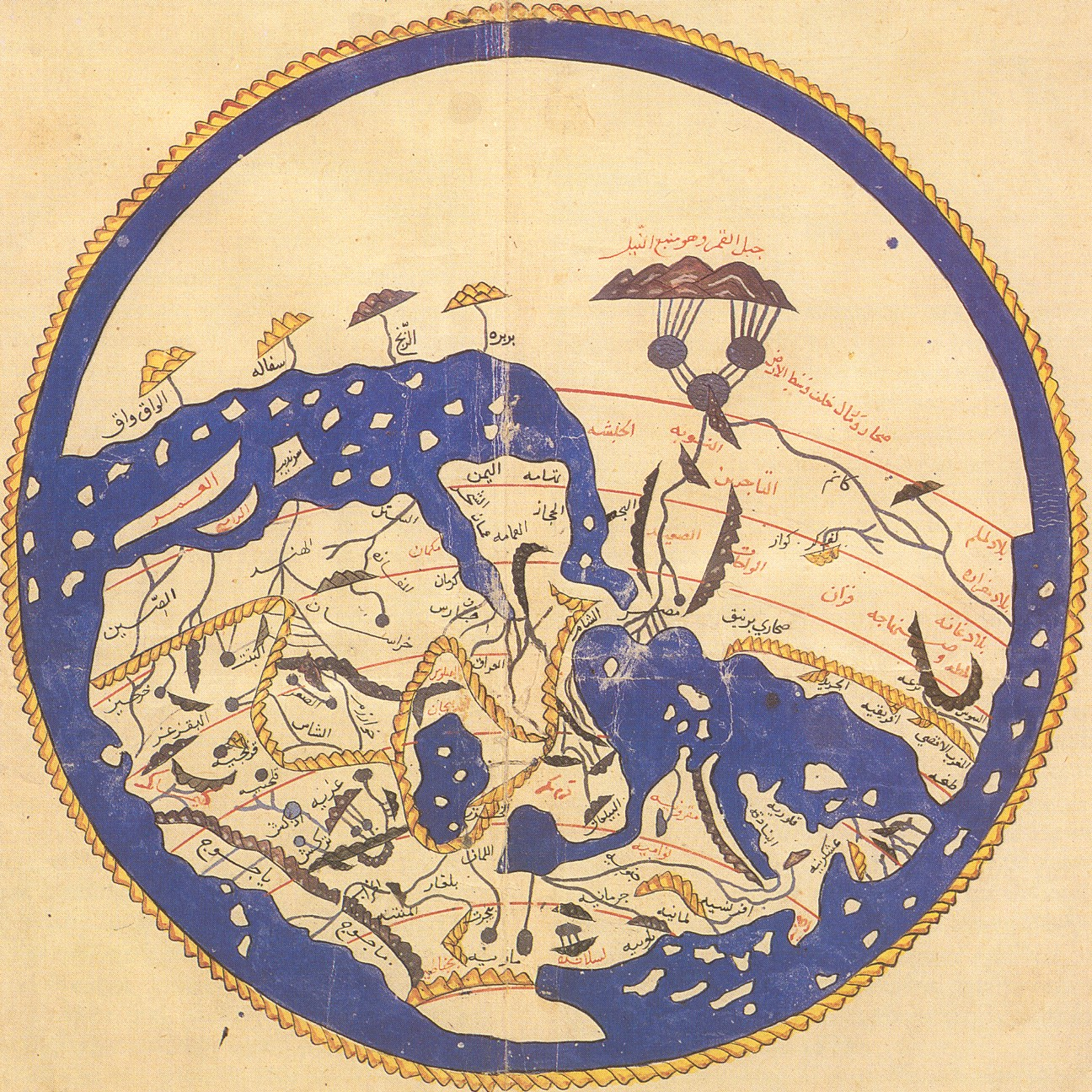
O mapa-múndi de Dreses (século XII)

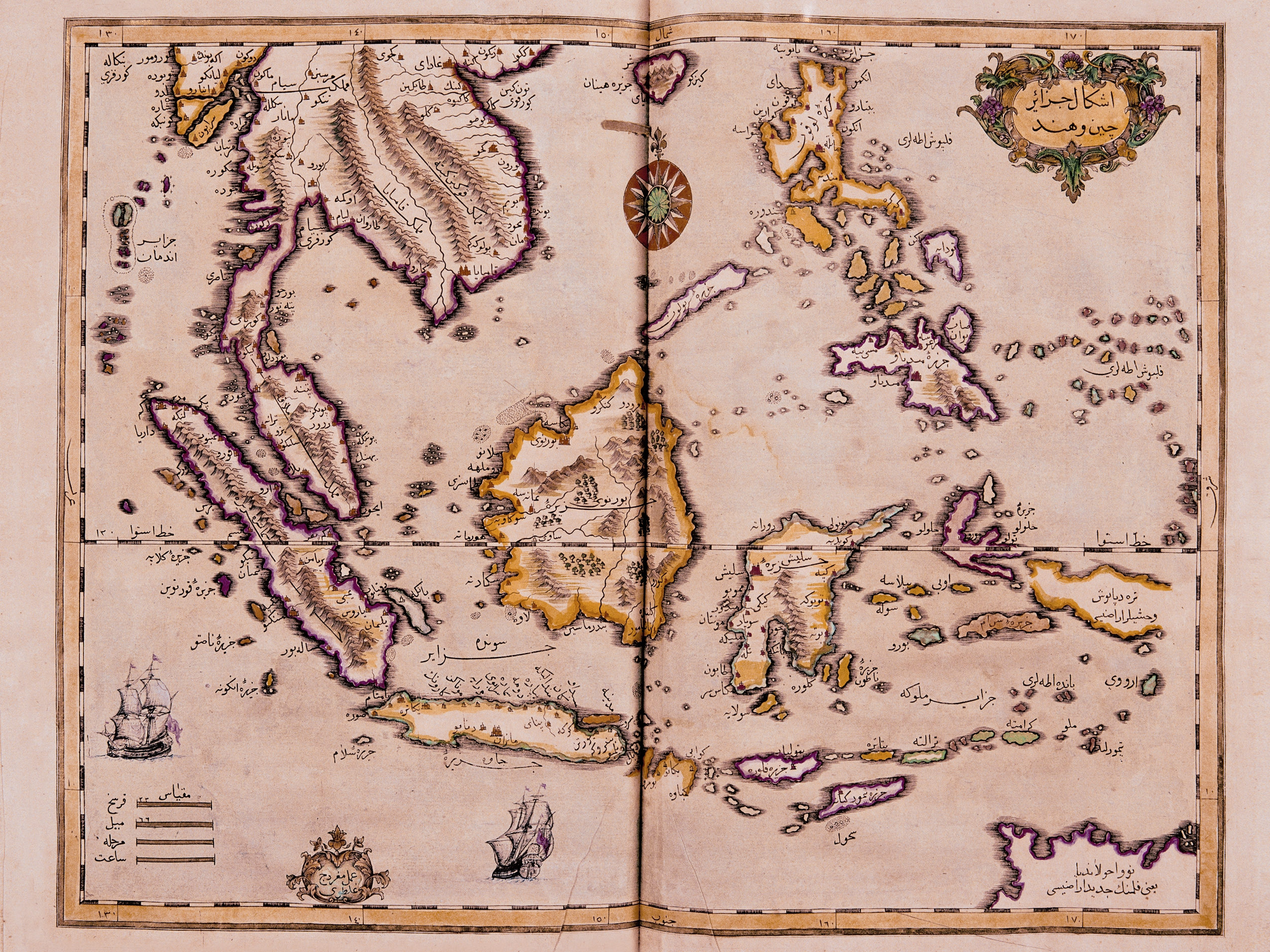
Este mapa do Oceano Índico e do Mar da China estava sendo desenhado em 1728 pelo cartógrafo húngaro Ottoman e publicado por Ibrahim Müteferrika; ele é uma das série ilustradas de Katip Çelebi’s Cihannuma (Geografia Universal), o primeiro atlas aproximado e desenhado que aparece a região do Mundo Islâmico

A Geografia e a cartografia da civilização antiga islâmica refere ao avanço da geografia, da cartografia e da geociência na civilização medieval islâmica. Após o seu início no século VIII, baseado na geografia helenística, a região geográfica começou a ser estudada, sendo patrocinada pelo califa abássida. Vários estudiosos islâmicos contribuíram para seu desenvolvimento, e entre os mais notáveis incluem Alcuarismi, Albalqui (fundador da "escola de Balqui") e Albiruni.